# Calum A. Maciver
Calum Alasdair Maciver (* 1981 in Edinburgh) ist ein britischer Altphilologe und Dozent für Klassische Sprachen und Literatur an der Universität Edinburgh in Großbritannien.
Aufgewachsen in Glasgow als drittjüngstes von acht Geschwistern, studierte und promovierte er in Edinburgh. Calum Maciver forscht und publiziert vor allem zur griechischen Literatur der Römischen Kaiserzeit. Seine Interessenschwerpunkte liegen auf der epischen Dichtung und dem antiken Roman. Als Auszeichnungen seiner wissenschaftlichen Tätigkeit erhielt er unter anderem ein Leverhulme Postdoctoral Fellowship am Klassisch-Philologischen Seminar der Universität Zürich (2008–2009), Lehrstipendien für Graezistik und Latinistik an den Universitäten Edinburgh (2009–2011) und Leeds (2011–2012) und ein Alexander-von-Humboldt-Stipendium an der Justus-Liebig-Universität Gießen (2013–14).
Im Jahr 2017 soll seine kommentierte Übersetzung von Quintus von Smyrna erscheinen. Derzeit forscht er zum Einfluss der antiken Homer-Exegese auf die Epen des Statius.

## Publikationen (Auswahl)
- Quintus Smyrnaeus’ Posthomerica: Engaging Homer in Late Antiquity. Brill, Leiden/Boston 2012.
- mit John Marincola, Lloyd Llewellyn-Jones: Greek Notions of the Past in the Archaic and Classical Eras (= Edinburgh Leventis Studies. Band 6). Edinburgh University Press, Edinburgh 2012.
- als Herausgeber: Greek Music, Drama, Sport, and Fauna. The Collected Classical Papers of E.K. Borthwick. Francis Cairns Publications, Cambridge 2015.